# Sitaula
Sitaula (nep. सितौला) – gaun wikas samiti w zachodniej części Nepalu w strefie Mahakali w dystrykcie Darchula. Według nepalskiego spisu powszechnego z 2001 roku liczył on 428 gospodarstw domowych i 2612 mieszkańców (1327 kobiet i 1285 mężczyzn).